# Foc sagrat de Vesta

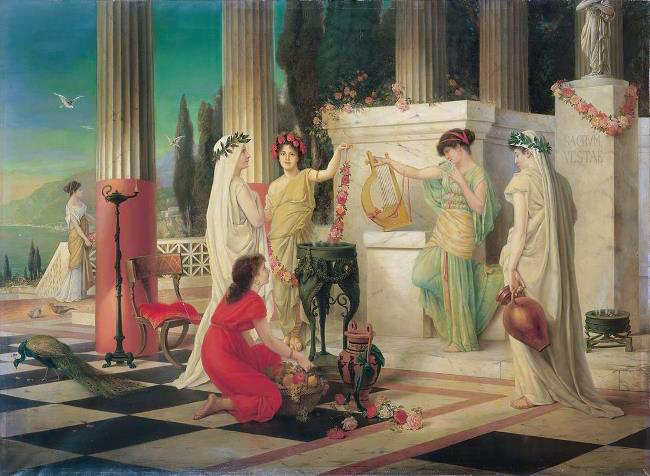
Al temple de Vesta, Pintura a l'oli de Constantin Hölscher, (1902).

El Foc sagrat de Vesta, qui a la mitologia romana era la deessa de la terra, del foc i del fum, era prioritari en la pietat romana. Durant segles, hi va haver una flama que cremava en el Temple de Vesta situat al Fòrum romà. Segons Dionís d'Halicarnàs, els romans creien que el foc estava íntimament vinculat amb la fortuna de la ciutat i es veia la seva extinció com la premonició d'un desastre.

## Història
El foc sagrat cremava en el Temple circular de Vesta, que va ser construït en època anterior a la República Romana, en el Fòrum romà sota el turó Aventí. Altres objectes sagrats estaven emmagatzemats dintre del temple, entre ells el Palladium: una estàtua suposadament portada per Enees des de Troia. El temple va cremar completament almenys en quatre ocasions i es va incendiar en altres dues. L'actual temple –alguna cosa restaurada al segle xx– data de l'any 191, quan Júlia Domna, esposa de l'emperador Septimi Sever, va ordenar una detallada reconstrucció.

### Ritus
En el seu origen, la pràctica de mantenir un foc era fundamental per al benestar domèstic: per als romans, mantenir un foc constant era sovint més fàcil que tornar a encendre un amb regularitat. El culte de Vesta va créixer a partir d'aquesta pràctica. El càrrec de vestal, encarregada de tenir cura del foc sagrat, era exercit per les filles del rei de Roma, les qui, com d'altres joves romanes, estaven encarregades de cuidar del foc de la llar.
El foc en el temple de Vesta, que era representada ella pròpiament com una flama viva (Ovidi, Fastos, VI), era per tant el foc de la llar de la ciutat. Com l'extinció del foc de la llar era una desgràcia per a una família, de la mateixa manera l'extinció de la flama de Vesta es pensava que comportava un desastre nacional per a Roma, la qual cosa explica el sever càstig –normalment la mort– de les vestals que permetessin que el foc s'apagués.
Les verges vestals, en principi eren dos, però després es van incrementar fins a ser quatre i després sis, servien durant trenta anys, tenien cura del foc sagrat i portaven a terme altres rituals relacionats amb la vida domèstica; entre ells, hi eren el ritual d'escombrar el temple el 15 de juny i la preparació de menjars per a determinades festes. Per analogia, també cuidaven de la vida i l'ànima de la ciutat i del cos polític a través del foc sagrat de Vesta, que es renovava cada any a les calendes de març.
Els ritus de Vesta van acabar l'any 394 quan la flama sagrada va ser apagada per iniciativa de Teodosi I després de guanyar la batalla del Frígid derrotant Eugeni i Arbogast. Quan el foc es va apagar les verges vestals van ser expulsades per ordre de Teodosi I.